# 孫辰東
孙辰东（1736年—1780年），初名宸，字枫培，号迟舟。浙江归安（今属湖州市）人。清朝榜眼。

## 生平
孙辰东祖籍浙江余姚县，出自横河孙氏，先辈自余姚迁至归安菱湖。祖父孙金鼎、父孙赐书皆为诸生。乾隆二十五年（1760年），孙辰东参加浙江乡试中举。乾隆三十七年（1772年）中式一甲第二名进士，授翰林院编修。奉命参纂《四库全书》。乾隆四十五年（1780年），任顺天乡试同考官。同年九月初三，因疾卒于贡院，年仅四十五。归葬乌程逸村。
有印章曰「其于人也，為寡髮，為廣顙，為多白眼」，自道其形狀。